# Ángel Roberto Amarilla
Ángel Roberto Amarilla Nescano (Eusebio Ayala, 27 de julio de 1981) es un futbolista paraguayo. Es defensa y su actual club es el Club de Fútbol Gandia.

## Trayectoria
Nacido el 27 de julio de 1981 en Paraguay, Ángel Roberto Amarilla Nescano fue fichado por el Valencia en verano de 1999 como una de las grandes promesas del fútbol de su país. Central lungo, lento y corpulento, la idea era que se foguease en el filial antes de hacerle dar el salto al primer equipo. Antes de aterrizar en España, había despuntado lo suficiente en Atlético Rafaela de Argentina como para que su representante Eduardo Gamarnik encontrase a un club europeo dispuesto a contratarle. Debutó con el primer equipo del Valencia CF en partido oficial en la temporada 00/01. Fue en Champions, de la mano de Héctor Cúper y ante el Sturm Graz.
Amarilla no contó nunca para Cúper, Benítez o Ranieri, siendo enviado a principios de cada temporada bien al filial valencianista o bien cedido a cualquier otro equipo. Así, jugó la segunda mitad de la 00/01 en el Getafe, la 01/02 en el Badajoz, y la 03/04 entre Racing de Avellaneda y Cerro Porteño. En la 05/06 al acabarse su contrato con el conjunto valencianista, se marchó al Burjassot como paso intermedio, para recalar posteriormente en la UD Alzira. Es precisamente en el cuadro azulgrana donde desde 2007 además de ejercer de capitán se convirtió al fin en el gran referente defensivo de un equipo, algo que nunca había sido capaz de conseguir. Ascendió a Segunda B en su primer año con el club, y en la temporada 2009/10, tras el descenso a Tercera, fichó por el Sant Andreu. Al año siguiente volvió al conjunto azulgrana, y en el verano de 2011, después de tener apalabrada la renovación con el club, se desligó de la UD Alzira sin comunicárselo al club.
En 2011 ficha por el nuevo club fundado en la ciudad valenciana, el Huracán Valencia.
Después de 4 años en el conjunto rojiblanco (Huracán Valencia), en el verano de 2015 ficha por su actual club, el Paterna Club de Fútbol de 3° División. 

El 19 de septiembre de 2019 se hizo oficial su incorporación al C.F. Gandia.

## Clubes
| Club                   | País      | Año           |
| ---------------------- | --------- | ------------- |
| Atlético Rafaela       | Argentina | 1998-1999     |
| Valencia B             | España    | 1999-2000     |
| Getafe CF              | España    | 2000-2001     |
| CD Badajoz             | España    | 2001-2002     |
| Valencia CF            | España    | 2002–2003     |
| Racing de Avellaneda   | Argentina | 2003–2004     |
| Cerro Porteño          | Paraguay  | 2004          |
| Valencia CF            | España    | 2004-2005     |
| Burjassot CF           | España    | 2006-2007     |
| UD Alzira              | España    | 2007-2009     |
| UE Sant Andreu         | España    | 2009-2010     |
| UD Alzira              | España    | 2010-2011     |
| Huracán Valencia       | España    | 2011-2015     |
| Paterna Club de Fútbol | España    | 2015-2019     |
| Club de Fútbol Gandia  | España    | 2019-presente |